# Alpine Skiweltmeisterschaften 2003
Die 37. Alpinen Skiweltmeisterschaften fanden vom 2. bis 16. Februar 2003 in St. Moritz in der Schweiz statt.
Das offizielle Maskottchen "Smoony" wurde von Ian D. Marsden und der Design-Firma Mars10 Design entworfen.

## Erwähnenswertes
- Hermann Maier, der (nach seinem Motorradunfall vom 24. August 2001) erst im Januar wieder an Weltcuprennen teilgenommen hatte, trat somit auch erstmals wieder bei einem Großereignis an. Doch er bestritt nach den Weltmeisterschaften in der laufenden Saison keine weiteren Weltcup-Rennen.
- Michael Walchhofer hatte zwar in vorangegangenen Abfahrten mehrere Top-Platzierungen erreicht, doch ihm gelang hier bei den Weltmeisterschaften erstmals ein Sieg über die Weltelite.
- Die Zeiteinblendungen im TV waren etwas verwirrend, denn die Uhr lief nach der Zieleinfahrt jeweils um einen gewissen Bruchteil weiter und klinkte dann zurück auf die tatsächlich gemessene Zeit, was vor allem bei knapperen Entscheidungen (speziell Super-G der Damen) eine gewisse Dramatik in sich barg.
- Die Slaloms wurden erstmals von einem Geschwisterpaar gewonnen: Am 15. Februar war es Janica Kostelić und einen Tag danach ihr Bruder Ivica.
- Österreichs Damen konnten im Slalom erstmals seit Morioka 1993 (Gold von Karin Buder) bei einem Großereignis wieder eine Medaille (konkret sogar zwei) gewinnen.
- Der Deutsche Skiverband blieb ohne Medaille, wobei den Damen durchaus Chancen eingeräumt worden waren; die "Bild-Zeitung" brachte nach Abschluss der Weltmeisterschaften eine Karikatur in Form einer "Ansichtskarte aus St. Moritz", in welcher sich die DSV-Damen "für den schönen Urlaub" bedankten.

## Männer

### Abfahrt
| Platz | Land | Sportler            | Zeit        |
| ----- | ---- | ------------------- | ----------- |
| 1     | AUT  | Michael Walchhofer  | 1:43,54 min |
| 2     | NOR  | Kjetil André Aamodt | 1:44,05 min |
| 3     | SUI  | Bruno Kernen        | 1:44,51 min |
| 4     | SUI  | Didier Cuche        | 1:44,67 min |
| 5     | AUT  | Stephan Eberharter  | 1:44,68 min |
| 6     | CAN  | Erik Guay           | 1:44,70 min |
| 7     | SUI  | Ambrosi Hoffmann    | 1:44,73 min |
| 8     | AUT  | Hermann Maier       | 1:44,76 min |
|       | FRA  | Antoine Dénériaz    | 1:44,76 min |
| 10    | AUT  | Fritz Strobl        | 1:44,78 min |
| -     | -    | -                   | -           |
| 18    | LIE  | Marco Büchel        | 1:45,92 min |
| 25    | SUI  | Franco Cavegn       | 1:46,30 min |
| 31    | AUT  | Hannes Trinkl       | 1:46,93 min |
| 34    | GER  | Stefan Stankalla    | 1:44,42 min |

Datum: 8. Februar, 12:30 Uhr

Titelverteidiger: Hannes Trinkl

Piste: „Corviglia“

Länge: 2989 m, Höhenunterschied: 800 m

Tore: 41
Am Start waren 49 Läufer, 46 von ihnen erreichten das Ziel.
Ausgeschieden u. a.: Daron Rahlves (USA), Max Rauffer (GER)

### Super-G
| Platz | Land | Sportler            | Zeit        |
| ----- | ---- | ------------------- | ----------- |
| 1     | AUT  | Stephan Eberharter  | 1:38,80 min |
| 2     | AUT  | Hermann Maier       | 1:39,57 min |
|       | USA  | Bode Miller         | 1:39,57 min |
| 4     | SUI  | Ambrosi Hoffmann    | 1:39,61 min |
| 5     | NOR  | Kjetil André Aamodt | 1:39,75 min |
| 6     | CAN  | Erik Guay           | 1:39,88 min |
| 7     | CAN  | Jan Hudec           | 1:39,91 min |
| 8     | SUI  | Bruno Kernen        | 1:39,96 min |
| -     | -    | -                   | -           |
| 11    | SUI  | Didier Cuche        | 1:40,37 min |
|       | LIE  | Marco Büchel        | 1:40,37 min |
| 14    | AUT  | Christoph Gruber    | 1:40,59 min |
| 21    | SUI  | Didier Défago       | 1:41,09 min |
| 23    | GER  | Stefan Stankalla    | 1:41,28 min |
| 31    | LIE  | Claudio Sprecher    | 1:42,44 min |

Datum: 2. Februar, 12:30 Uhr

Titelverteidiger: Daron Rahlves

Piste: „Corviglia“

Länge: 2358 m, Höhenunterschied: 605 m

Tore: 38
Am Start waren 59 Läufer, 46 von ihnen erreichten das Ziel.
Ausgeschieden u. a.: Pierre-Emmanuel Dalcin (FRA), Max Rauffer (GER), Hannes Reichelt (AUT), Aksel Lund Svindal (NOR)

Titelverteidiger Rahlves belegte mit 2,31 s Rückstand Rang 22

### Riesenslalom
| Platz | Land | Sportler               | Zeit        |
| ----- | ---- | ---------------------- | ----------- |
| 1     | USA  | Bode Miller            | 2:45,93 min |
| 2     | AUT  | Hans Knauß             | 2:45,96 min |
| 3     | USA  | Erik Schlopy           | 2:45,97 min |
| 4     | SLO  | Aleš Gorza             | 2:46,32 min |
| 5     | NOR  | Aksel Lund Svindal     | 2:46,77 min |
| 6     | FIN  | Kalle Palander         | 2:46,82 min |
| 7     | SUI  | Michael von Grünigen   | 2:46,86 min |
| 8     | ITA  | Alberto Schieppati     | 2:46,97 min |
| 9     | AUT  | Benjamin Raich         | 2:46,99 min |
| -     | -    | -                      | -           |
| 12    | SUI  | Didier Cuche           | 2:47,33 min |
| 14    | AUT  | Christian Mayer        | 2:47,35 min |
| 18    | SUI  | Tobias Grünenfelder    | 2:47,55 min |
| 19    | LIE  | Marco Büchel           | 2:47,59 min |
| 22    | SUI  | Didier Défago          | 2:47,77 min |
| 23    | AUT  | Stephan Eberharter     | 2:47,96 min |
| 30    | LIE  | Markus Ganahl          | 2:51,28 min |
| 32    | LIE  | Achim Vogt             | 2:52,92 min |
| 33    | LIE  | Michael Riegler        | 2:53,25 min |
| 34    | GER  | Christian Wanninger    | 2:53,49 min |
| 35    | GER  | Felix Neureuther       | 2:53,55 min |
| 76    | MEX  | Hubertus von Hohenlohe | 3:25,15 min |

Datum: 12. Februar, 09:30 Uhr (1. Lauf), 13:00 Uhr (2. Lauf)

Titelverteidiger: Michael von Grünigen

Piste: „Engiadina“

Höhenunterschied: 445 m

Tore: 56 (1. Lauf), 52 (2. Lauf)
Am Start waren 127 Läufer, 83 von ihnen erreichten das Ziel.
Ausgeschieden u. a.: Massimiliano Blardone (ITA), Andreas Ertl (GER), Ivica Kostelić (CRO), Jean-Pierre Vidal (FRA)

### Slalom
| Platz | Land | Sportler               | Zeit        |
| ----- | ---- | ---------------------- | ----------- |
| 1     | CRO  | Ivica Kostelić         | 1:40,66 min |
| 2     | SUI  | Silvan Zurbriggen      | 1:40,99 min |
| 3     | ITA  | Giorgio Rocca          | 1:41,02 min |
| 4     | AUT  | Benjamin Raich         | 1:41,12 min |
| 5     | AUT  | Manfred Pranger        | 1:41,25 min |
| 6     | USA  | Bode Miller            | 1:41,54 min |
| 7     | FIN  | Kalle Palander         | 1:41,90 min |
| 8     | NOR  | Tom Stiansen           | 1:42,11 min |
| -     | -    | -                      | -           |
| 15    | GER  | Felix Neureuther       | 1:42,40 min |
| 21    | SUI  | Urs Imboden            | 1:42,95 min |
| 30    | SUI  | Daniel Albrecht        | 1:44,84 min |
| 60    | MEX  | Hubertus von Hohenlohe | 2:09,04 min |

Datum: 16. Februar, 10:00 Uhr (1. Lauf), 13:00 Uhr (2. Lauf)

Titelverteidiger: Mario Matt

Piste: „Corviglia“

Höhenunterschied: 180 m

Tore: 65 (1. Lauf), 60 (2. Lauf)
Am Start waren 123 Läufer, 65 von ihnen erreichten das Ziel.
Ausgeschieden u. a.: Alain Baxter (GBR), Marc Berthod (SUI), Hans Petter Buraas (NOR), Andreas Ertl (GER), Peter Fill (ITA), Mitja Kunc (SLO), Mario Matt (AUT), Kentarō Minagawa (JPN), André Myhrer (SWE), Akira Sasaki (JPN), Heinz Schilchegger (AUT), Rainer Schönfelder (AUT), Jean-Pierre Vidal (FRA)

### Kombination

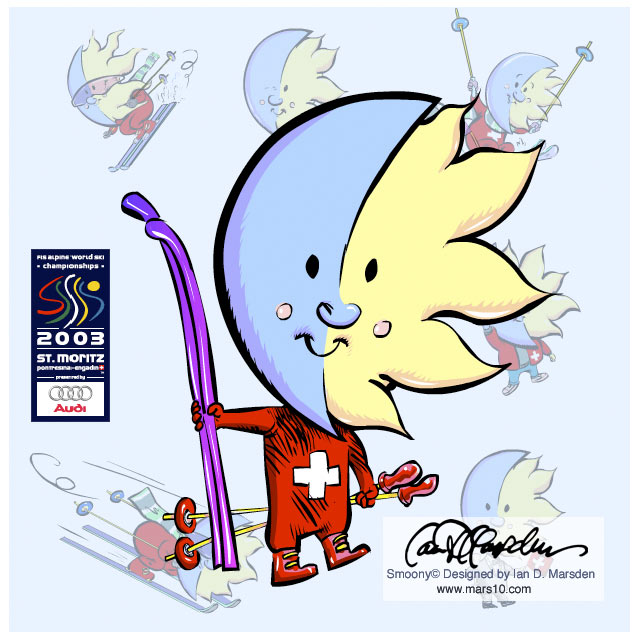
Smoony, das Maskottchen der Alpinen Skiweltmeisterschaften 2003

| Platz | Land | Sportler            | Zeit A        | Zeit S        | Gesamt      |
| ----- | ---- | ------------------- | ------------- | ------------- | ----------- |
| 1     | USA  | Bode Miller         | 1:52,11 (12.) | 1:26,30 (2.)  | 3:18,41 min |
| 2     | NOR  | Lasse Kjus          | 1:49,16 (1.)  | 1:29,32 (14.) | 3:18,48 min |
| 3     | NOR  | Kjetil André Aamodt | 1:50,50 (3.)  | 1:28,04 (8.)  | 3:18,54 min |
| 4     | FRA  | Pierrick Bourgeat   | 1:52,12 (13.) | 1:26,47 (3.)  | 3:18,59 min |
| 5     | SUI  | Silvan Zurbriggen   | 1:51,47 (7.)  | 1:27,50 (6.)  | 3:18,97 min |
| 6     | SWE  | Markus Larsson      | 1:54,25 (19.) | 1:25,57 (1.)  | 3:19,82 min |
| 7     | SUI  | Didier Défago       | 1:51,24 (6.)  | 1:28,75 (12.) | 3:19,99 min |
| 8     | ITA  | Giorgio Rocca       | 1:53,45 (18.) | 1:26,65 (4.)  | 3:20,10 min |
| -     | -    | -                   | -             | -             | -           |
| 10    | AUT  | Rainer Schönfelder  | 1:54,56 (21.) | 1:26,74 (5.)  | 3:21,30 min |
| 14    | SUI  | Bruno Kernen        | 1:50,96 (4.)  | 1:31,72 (20.) | 3:22,68 min |
| 25    | SUI  | Marc Berthod        | 1:52,85 (15.) | 1:35,18 (30.) | 3:28,03 min |

Datum: 6. Februar, 10:00 (Abfahrt)
13:00 Uhr / 15:00 Uhr (Slalom)
Titelverteidiger: Kjetil André Aamodt
Abfahrtsstrecke: „Corviglia“

Länge: 2828 m, Höhenunterschied: 705 m

Tore: 38
Slalomstrecke: „Engiadina“

Höhenunterschied: 165 m

Tore: 54 (1. Lauf), 54 (2. Lauf)
Am Start waren 54 Läufer, 32 klassierten sich.
Ausgeschieden u. a.: Johan Brolenius (SWE), Mario Matt (AUT), Benjamin Raich (AUT), Akira Sasaki (JPN), Marco Sullivan (USA), Aksel Lund Svindal (NOR), Michael Walchhofer (AUT)

## Frauen

### Abfahrt
| Platz | Land | Sportlerin            | Zeit        |
| ----- | ---- | --------------------- | ----------- |
| 1     | CAN  | Mélanie Turgeon       | 1:34,30 min |
| 2     | SUI  | Corinne Rey-Bellet    | 1:34,41 min |
|       | AUT  | Alexandra Meissnitzer | 1:34,41 min |
| 4     | AUT  | Brigitte Obermoser    | 1:34,57 min |
| 5     | AUT  | Renate Götschl        | 1:34,65 min |
| 6     | USA  | Jonna Mendes          | 1:34,82 min |
| 7     | FRA  | Carole Montillet      | 1:34,87 min |
| 8     | AUT  | Christine Sponring    | 1:34,97 min |
| -     | -    | -                     | -           |
| 10    | SUI  | Monika Dumermuth      | 1:35,02 min |
| 11    | SUI  | Sylviane Berthod      | 1:35,03 min |
| 12    | AUT  | Michaela Dorfmeister  | 1:35,09 min |
| 14    | GER  | Hilde Gerg            | 1:35,16 min |
| 16    | GER  | Regina Häusl          | 1:35,21 min |
| 17    | GER  | Maria Riesch          | 1:35,29 min |
| 22    | SUI  | Catherine Borghi      | 1:35,58 min |
| 25    | GER  | Isabelle Huber        | 1:36,03 min |

Datum: 9. Februar, 12:30 Uhr

Titelverteidigerin: Michaela Dorfmeister

Piste: „Engiadina“

Länge: 2719 m, Höhenunterschied: 705 m

Tore: 39
Am Start waren 38 Läuferinnen, 36 von ihnen erreichten das Ziel.
Ausgeschieden u. a.: Lucia Recchia (ITA)

### Super-G
| Platz | Land | Sportlerin            | Zeit        |
| ----- | ---- | --------------------- | ----------- |
| 1     | AUT  | Michaela Dorfmeister  | 1:27,48 min |
| 2     | USA  | Kirsten Lee Clark     | 1:27,50 min |
| 3     | USA  | Jonna Mendes          | 1:27,63 min |
| 4     | CAN  | Geneviève Simard      | 1:27,90 min |
| 5     | AUT  | Alexandra Meissnitzer | 1:28,06 min |
| 6     | CAN  | Mélanie Turgeon       | 1:28,12 min |
| 7     | SUI  | Corinne Rey-Bellet    | 1:28,15 min |
| 8     | AUT  | Renate Götschl        | 1:28,26 min |
| -     | -    | -                     | -           |
| 10    | AUT  | Brigitte Obermoser    | 1:28,46 min |
| 11    | GER  | Martina Ertl          | 1:28,58 min |
| 15    | SUI  | Fränzi Aufdenblatten  | 1:29,09 min |
| 20    | GER  | Hilde Gerg            | 1:29,34 min |
| 24    | SUI  | Monika Dumermuth      | 1:29,65 min |
| 29    | GER  | Regina Häusl          | 1:31,56 min |

Datum: 3. Februar, 12:30 Uhr

Titelverteidigerin: Régine Cavagnoud†

Piste: „Engiadina“

Länge: 2118 m, Höhenunterschied: 550 m

Tore: 35
Am Start waren 40 Läuferinnen, 34 von ihnen erreichten das Ziel.
Ausgeschieden u. a.: Sylviane Berthod (SUI), Daniela Ceccarelli (ITA), Caroline Lalive (USA), Maria Riesch (GER)

### Riesenslalom
| Platz | Land | Sportlerin           | Zeit        |
| ----- | ---- | -------------------- | ----------- |
| 1     | SWE  | Anja Pärson          | 2:30,97 min |
| 2     | ITA  | Denise Karbon        | 2:32,52 min |
| 3     | CAN  | Allison Forsyth      | 2:32,76 min |
| 4     | AUT  | Michaela Dorfmeister | 2:32,83 min |
| 5     | SLO  | Tina Maze            | 2:33,03 min |
| 6     | ITA  | Karen Putzer         | 2:33,10 min |
| 7     | ITA  | Manuela Mölgg        | 2:33,19 min |
| 8     | SUI  | Sonja Nef            | 2:33,28 min |
| -     | -    | -                    | -           |
| 10    | GER  | Martina Ertl         | 2:33,65 min |
|       | LIE  | Birgit Heeb          | 2:33,65 min |
| 14    | SUI  | Marlies Oester       | 2:34,43 min |
| 20    | SUI  | Nadia Styger         | 2:35,59 min |
| 21    | GER  | Annemarie Gerg       | 2:35,81 min |
| 30    | LIE  | Tamara Schädler      | 2:37,88 min |
| 31    | AUT  | Eveline Rohregger    | 2:37,98 min |
| 36    | LIE  | Jessica Walter       | 2:40,07 min |

Datum: 12. Februar, 09:30 Uhr (1. Lauf), 13:00 Uhr (2. Lauf)

Titelverteidigerin: Sonja Nef

Piste: „Engiadina“

Höhenunterschied: 395 m

Tore: 51 (1. Lauf), 54 (2. Lauf)
Am Start waren 80 Läuferinnen, 51 von ihnen erreichten das Ziel.
Ausgeschieden u. a.: Fränzi Aufdenblatten (SUI), Hedda Berntsen (NOR), Kirsten Clark (USA), Nicole Hosp (AUT), Britt Janyk (CAN), Alexandra Meissnitzer (AUT), María José Rienda (ESP), Maria Riesch (GER), Sarah Schleper (USA), Geneviève Simard (CAN), Fabienne Suter (SUI)

### Slalom
| Platz | Land | Sportlerin      | Zeit        |
| ----- | ---- | --------------- | ----------- |
| 1     | CRO  | Janica Kostelić | 1:39,55 min |
| 2     | AUT  | Marlies Schild  | 1:40,18 min |
| 3     | AUT  | Nicole Hosp     | 1:40,46 min |
| 4     | SWE  | Anja Pärson     | 1:40,58 min |
| 5     | SWE  | Anna Ottosson   | 1:40,94 min |
| 6     | SUI  | Sonja Nef       | 1:41,06 min |
| 7     | FRA  | Laure Pequegnot | 1:41,30 min |
| 8     | CRO  | Nika Fleiss     | 1:41,60 min |
| 9     | AUT  | Sabine Egger    | 1:41,60 min |
| -     | -    | -               | -           |
| 13    | GER  | Monika Bergmann | 1:41,70 min |
| 14    | SUI  | Marlies Oester  | 1:41,81 min |
| 34    | LIE  | Jessica Walter  | 1:47,65 min |

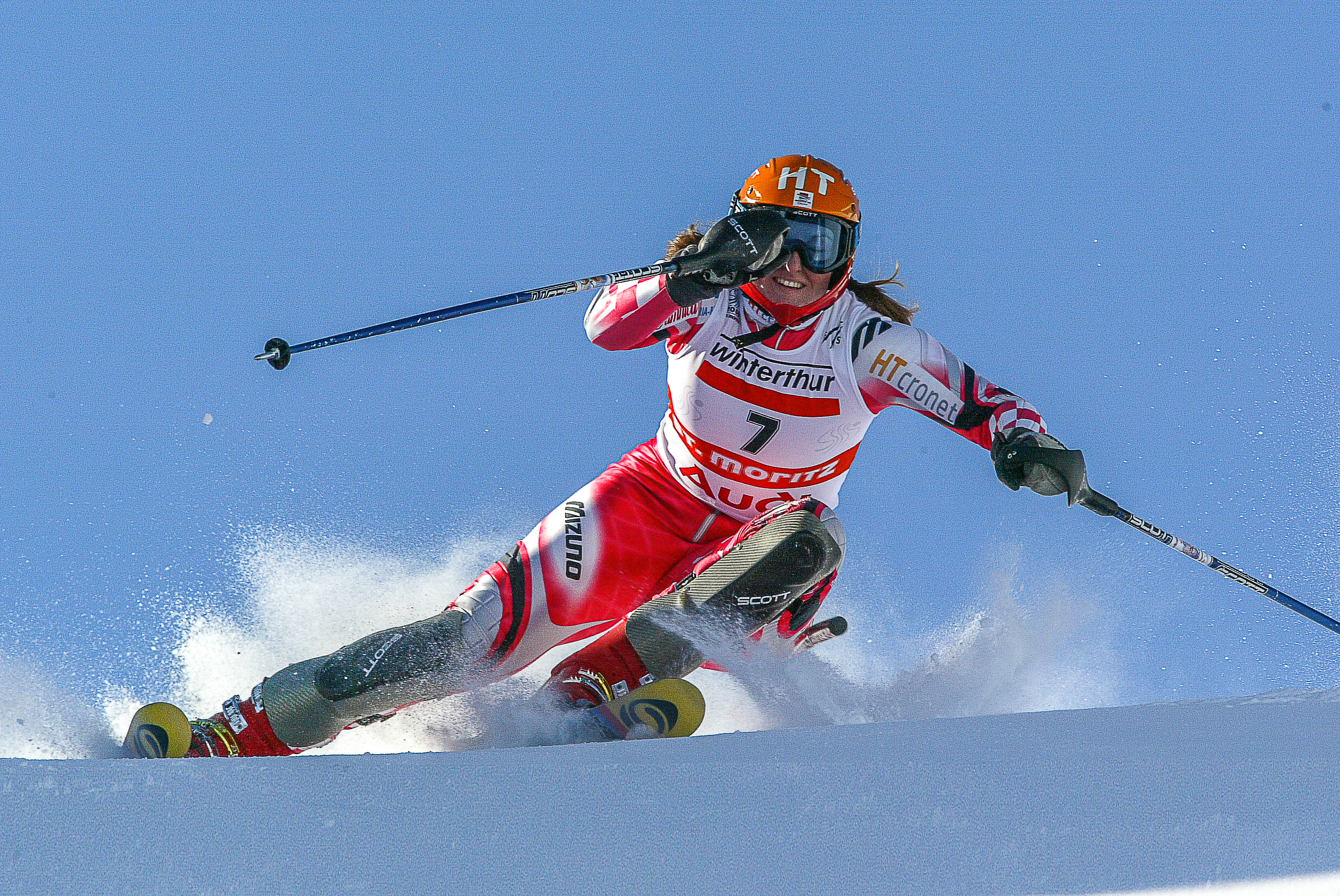
Janica Kostelić

Datum: 15. Februar, 10:00 Uhr (1. Lauf), 13:00 Uhr (2. Lauf)

Titelverteidigerin: Anja Pärson

Piste: „Engiadina“

Höhenunterschied: 165 m

Tore: 60 (1. Lauf), 57 (2. Lauf)
Am Start waren 74 Läuferinnen, 50 von ihnen erreichten das Ziel.
Ausgeschieden u. a.: Trine Bakke (NOR), Hedda Berntsen (NOR), Martina Ertl (GER), Annemarie Gerg (GER), Elisabeth Görgl (AUT), Kristina Koznick (USA), Julia Mancuso (USA), Tina Maze (SLO), Špela Pretnar (SLO), María José Rienda (ESP), Maria Riesch (GER), Sarah Schleper (USA), Šárka Záhrobská (CZE)

### Kombination
| Platz | Land | Sportlerin              | Zeit A        | Zeit S        | Gesamt      |
| ----- | ---- | ----------------------- | ------------- | ------------- | ----------- |
| 1     | CRO  | Janica Kostelić         | 1:18,81 (12.) | 1:22,82 (1.)  | 2:41,63 min |
| 2     | AUT  | Nicole Hosp             | 1:18,25 (2.)  | 1:23,44 (2.)  | 2:41,69 min |
| 3     | SUI  | Marlies Oester          | 1:19,48 (15.) | 1:24,35 (4.)  | 2:43,83 min |
| 4     | AUT  | Marlies Schild          | 1:19,83 (19.) | 1:24,02 (3.)  | 2:43,85 min |
| 5     | GER  | Maria Riesch            | 1:18,38 (3.)  | 1:26,22 (8.)  | 2:44,60 min |
| 6     | GER  | Martina Ertl            | 1:20,15 (18.) | 1:24,87 (5.)  | 2:45,02 min |
| 7     | USA  | Julia Mancuso           | 1:18,69 (5.)  | 1:26,61 (9.)  | 2:45,30 min |
| 8     | SWE  | Jessica Lindell-Vikarby | 1:18,18 (1.)  | 1:27,13 (11.) | 2:45,31 min |
| -     | -    | -                       | -             | -             | -           |
| 15    | SUI  | Fränzi Aufdenblatten    | 1:18,80 (8.)  | 1:28,69 (17.) | 2:47,49 min |

Datum: 10. Februar, 10:00 (Abfahrt)
13:00 Uhr / 15:00 Uhr (Slalom)
Titelverteidigerin: Martina Ertl
Abfahrtsstrecke: „Engiadina“

Länge: 2583 m, Höhenunterschied: 550 m

Tore: 31
Slalomstrecke: „Engiadina“

Höhenunterschied: 165 m

Tore: 49 (1. Lauf), 43 (2. Lauf)
Am Start waren 31 Läuferinnen, 21 klassierten sich.
Ausgeschieden u. a.: Chemmy Alcott (GBR), Catherine Borghi (SUI), Karen Putzer (ITA), Christine Sponring (AUT)

## Medaillenspiegel
| Platz | Land               | Gold | Silber | Bronze | Gesamt |
| ----- | ------------------ | ---- | ------ | ------ | ------ |
| 1     | Österreich         | 3    | 5      | 1      | 9      |
| 2     | Kroatien           | 3    | –      | –      | 3      |
| 3     | Vereinigte Staaten | 2    | 1      | 3      | 6      |
| 4     | Kanada             | 1    | –      | 1      | 2      |
| 5     | Schweden           | 1    | –      | –      | 1      |
| 6     | Schweiz            | –    | 2      | 2      | 4      |
| 7     | Norwegen           | –    | 2      | 1      | 3      |
| 8     | Italien            | –    | 1      | 1      | 2      |